# Међеђа (Вишеград)
Међеђа је насељено мјесто у општини Вишеград, Република Српска, БиХ. Према попису становништва из 2013. у насељу је живјело 102 становника.

## Географија
Налази се на ријеци Дрини на магистралном путу Источно Сарајево — Вишеград, 13 km од Вишеграда. Два километра од Међеђе према Вишеграду је ушће ријеке Лим у Дрину. Хидроакумулационо језеро хидроелектране „Вишеград“ је потопило највећи дио малог мјеста, кроз које је раније пролазила ускотрачна пруга. У Међеђи се пресједало у воз за Рудо и Прибој. Смјештена на сјеверним падинама на лијевој обали језера, тј. некадашњој лијевој обали Дрине, Међеђа је била позната по квалитетним трешњама. Велики дио становника је током распада Југославије и посљедњег рата у БиХ избјегао из Међеђе, и у њу се вратио само мали дио. Мјесто има услове за развој сеоског и екотуризма, јер језеро на Дрини пружа услове за риболов, лов, планинарење, као и вожњу кроз прелијепи кањон Дрине чамцима и мањим бродицама. Туристичка атракција на језеру је „Водени Ћиро“, бродић који изгледом представља свог претка који је пролазио ускотрачном пругом изграђеном у вријеме аустроугарске монархије.

## Становништво
| Националност       | 1991.        |
| Муслимани          | 383 (98,97%) |
| Срби               | 2 (0,52%)    |
| Југословени        | 1 (0,26%)    |
| остали и непознато | 1 (0,26%)    |
| Укупно             | 387          |

| Демографија | Демографија | Демографија |
| Година      | Становника  | Становника  |
| ----------- | ----------- | ----------- |
| 1961.       | 918         |             |
| 1971.       | 757         |             |
| 1981.       | 680         |             |
| 1991.       | 387         |             |
| 2013.       | 102         |             |